# 술루 제도 전투
술루 제도 전투(Battle of Sulu Islands)는 태평양 전쟁 말기에 필리핀 술루 제도에서 벌어진 일본군과 연합군의 전투이다. 미군을 주력으로 하는 연합군이 승리하였고, 일본군은 말 그대로 전멸했다.

## 배경
태평양 전쟁 중 술루 제도를 점령한 일본군은 타위타위섬을 일본 해군의 정박지로 이용하였다. 그러나 현지 모로 족 게릴라 활동이 활발해지면서, 치안 상태는 극도로 악화되었다. 수비 병력은 한때 타위타위섬에 일본 육군 2개 대대와 해군 제33경비대가 배치되어 있었지만, 일본 함대가 괴멸하고 정박지 기능이 상실되었기 때문에, 전자는 보르네오섬으로, 후자는 민다나오 삼보앙가로 배치되었다. 따라서 이 섬에는 제33경비대 본가오 잔류대 (대장 : 오가와 키요마쯔 대위) 외에 시설대와 항공대 등 200명 정도의 해군 요원만 남아있었다. 1944년 여름 이후에 본격적인 방어가 진행된 홀로섬에는 독립 혼성 제55여단(여단장 : 스즈키 데스조 소장)가 배치되었지만, 장비는 열악했고, 원래 3개 보병 대대 기간병 중 1개 대대를 레이테섬 전투에 이동배치 되어 버렸다. 연합군의 상륙 시에는 육군 항공대 관계자 1000명, 해군 제32특별근처지대와 제33경비대의 일부 등 350명을 합해 약 6,000명이 홀로섬을 방어하고 있었다.
필리핀 전역의 탈환을 목표로 더글라스 맥아더 사령관의 방침에 따라 레이테섬, 루손섬의 장악 후에도 연합군은 각지에 고립된 일본군 기지를 계속 공략했다. 1945년 3월에 민다나오섬에 상륙한 연합군은 이어 미국 육군 제41보병사단(사단장 : 젠스 A. 도우, Jens A. Doe 소장)의 일부를 투입해 술루 제도를 공략하기 시작했다. 삼보앙가 상륙전과 같은 ‘빅터 4호’ 작전의 일환으로 알려져 있다.

## 전투
3월 16일에 바실란섬에 미군 제162 보병연대 전투부대의 일부가 상륙하여 점령한 것이 첫 번째 전투였다. 이틀 후에는 같은 부대가 인접한 마라마우이섬도 점령했다.
이어 미군은 비교적 수비가 탄탄하다고 예상되는 홀로섬을 우회하여 타위타위 열도를 침공했다. 4월 2일, 제163 보병연대 전투부대의 1개 대대가 타위타위 군도 상가상가섬과 봉가오섬에 상륙했다. 4월 6일까지 일본군의 저항은 진압되었다. 현지인 게릴라에 의해 소탕전이 벌어진 4월 26일에는 생존한 일본군은 약 40명이 작은 배를 타고 보르네오섬으로 탈출했고, 나머지는 전멸당했다.
홀로섬에 대해서는 4월 2일에 정찰대가 이송된 후, 4월 9일 제163 보병연대 전투부대의 주력군이 도착했다. 일본군의 연안에서의 저항은 미약했고, 다음날에는 미군비행장과 시가지를 장악했다. 일본군 독립혼성 제55여단 등은 내륙의 다호 산 (Mt. Daho)으로 후퇴했다. 미군이 내륙으로 진입하면서 일본군은 일부 완강한 저항을 펼쳤지만, 삼보앙가에서 날아온 폭격기 등에 의해 방어 거점은 파쇄되어 5월 2일까지 조직적인 전투력이 거의 상실되었다. 투마탕구스 산(Mt. Tumatangus)에서만 6월까지 조직적인 일본군의 활동이 있었다.
4월 26일, 남아 있던 섬들도 점령당했다.

## 결과
이후 전쟁이 끝날 때까지 미군은 홀로섬에서 철저한 소탕전을 펼쳤다. 6월 중순부터는 제93 보병 사단의 일부가 임무를 교대했다. 알레한드로 수아레스(Alejandro Suarez) 대령이 지휘하는 현지인 게릴라 부대가 미군에 협력했다. 일본군은 미군과 게릴라와의 전투 외에도 기아와 질병으로 고통 받아 거의 전원이 전사 또는 병사했다. 생존자는 전투 중 포로와 종전 후 투항자를 합해 단지 135명이었다. 미군의 피해는 6월 중순까지 제163 보병연대의 전사자 40명, 부상자 125명 등 경미한 것이었다.

## 참고 자료
- 방위연구소 전사실 『쇼호육군작전（2）루손 결전』 朝雲新聞社〈전사총서〉、1972년
- Robert Ross Smith, Triumph in the Philippines United States Army in World War II:The War in the Pacific, Washington DC: United States Army Center of Military History, 1993, Chapter30.（미 육군 발간 전쟁사『필리핀에서의 승리』）